# Monastère de l'Ascension de Khorocheve
Le monastère de l'Intercession de Khorocheve (Хорошівський монастир) est un  monastère ukrainien situé dans le raïon de Kharkiv, dans l'est de l'Ukraine.

## Historique
Le monastère féminin est bâti sur une ancienne colonie connue dès le XIe. Il est inscrit au registre national des monuments immeubles d'Ukraine et sa tour aussi. Il a été brûlé en 1744 et fut reconstruit.

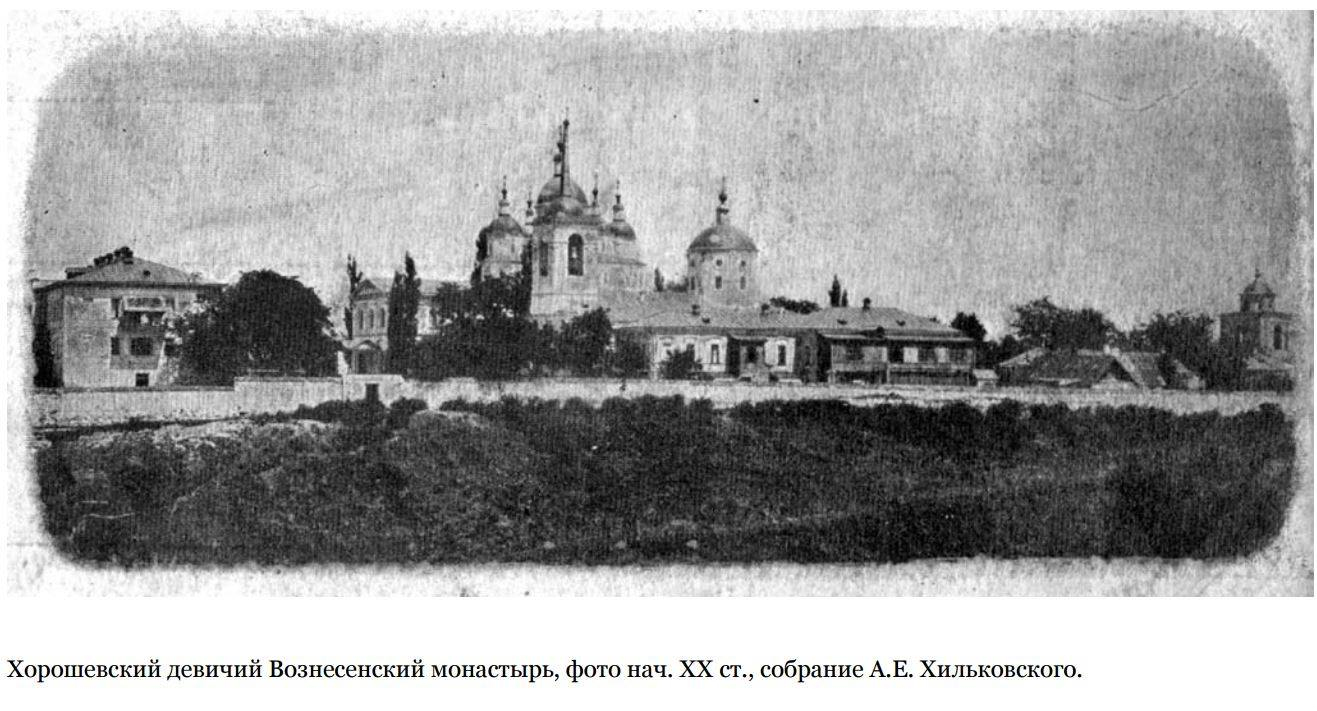
Vue du début du.